# Alexander Adriaenssen

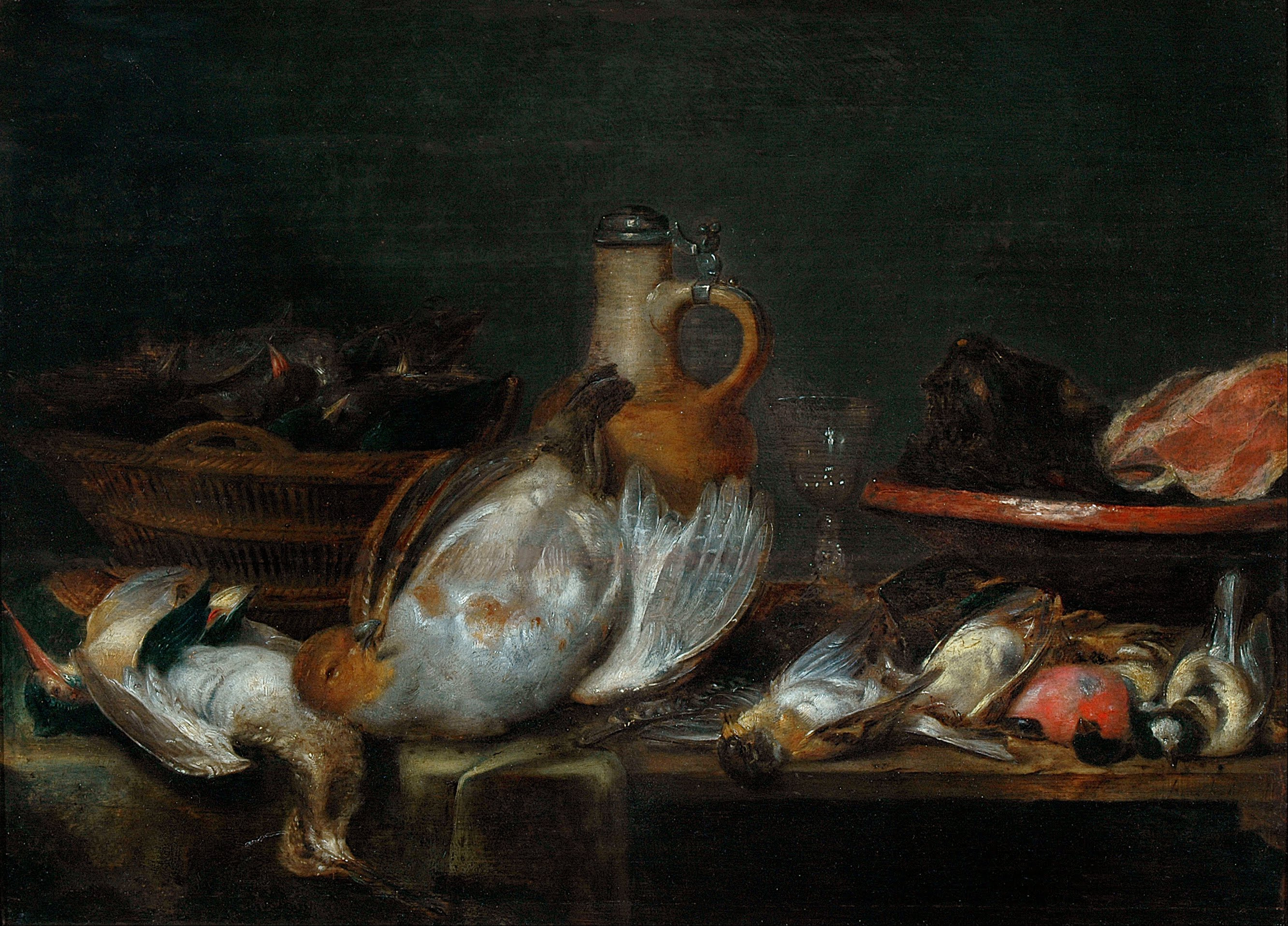
Bodegón, Palacio de Wilanów.

Alexander Adriaenssen (bautizado en Amberes el 17 de enero de 1587, enterrado en la misma localidad el 30 de octubre de 1661) fue un pintor y grabador flamenco especializado en bodegones, cuadros de flores y peces.

## Trayectoria
Perteneció al gremio de pintores (guilda) de su ciudad desde 1610, participando en 1635 en decorar los blasones de los arcos de triunfo usados en la celebración de la entrada del Cardenal Infante.
Su maestro fue Artus Van Laeck, y Rubens fue amigo suyo. Pionero de la pintura sobre cobre, su labor contribuyó a su difusión por Europa.
Es el hijo mayor de Emanuel Adriaenssen, instrumentista de laúd, profesor de música y compositor.

## Obra
- Bodegón con rosas y pescado, 1656.
- Bodegón de pescados / Bodegón de mesa. Colección Real Academia de San Carlos.[2]
- Bodegón con peces y ostras.[3]